# Ócsa
Ócsa est une ville hongroise de la région de Pest, proche de la métropole de Budapest.

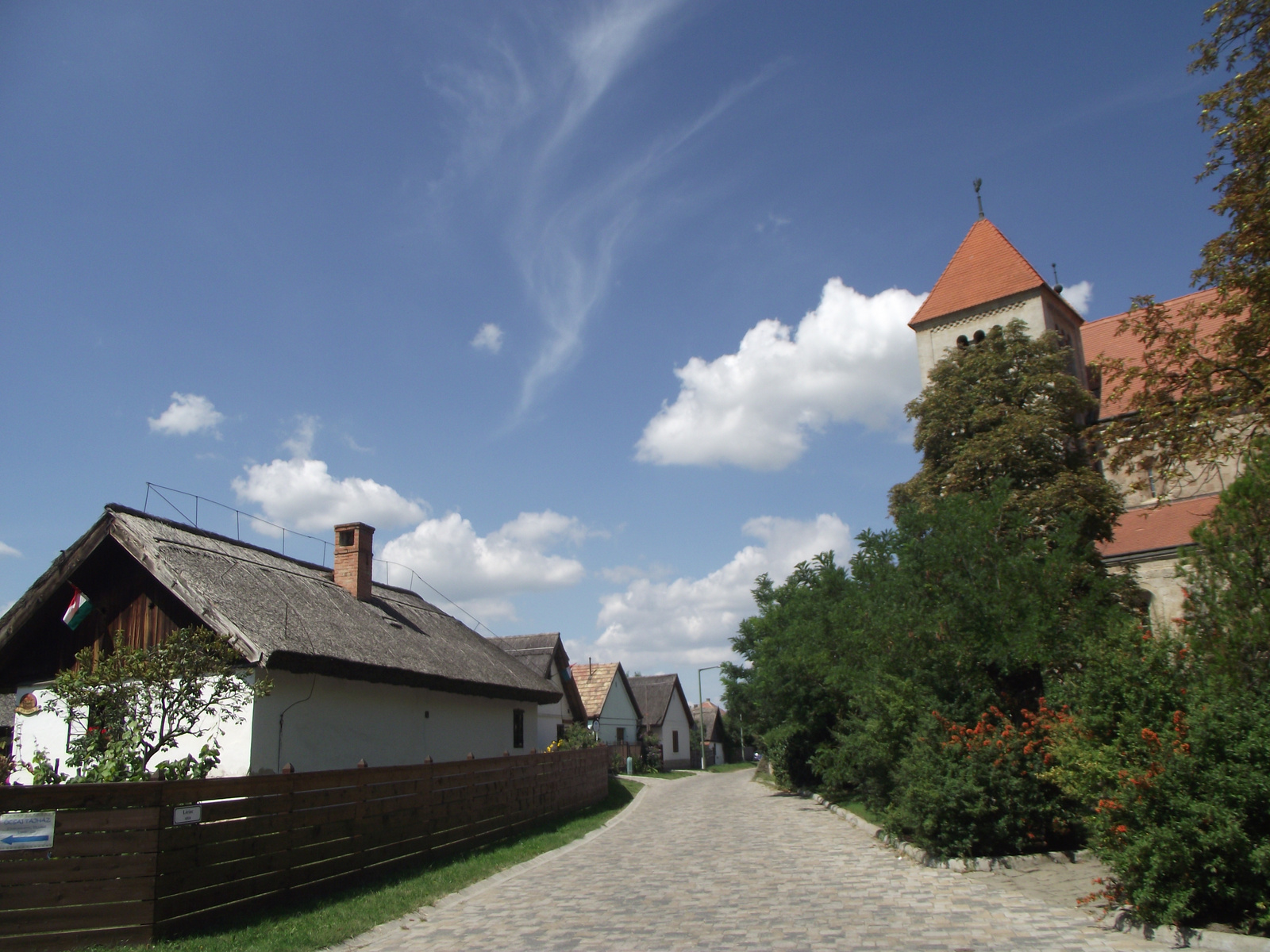
Ócsa

## Patrimoine

### Église monastique
Cette église fut érigée par l'ordre des chanoines prémontrés au XIIIe siècle pour son monastère.
Il s'agit de l'une des églises d'architecture romane les mieux préservées de Hongrie.
Elle est composée de 3 nefs, une nef transversale et deux tours à l'ouest, dans le style de l'architecture médiévale hongroise.

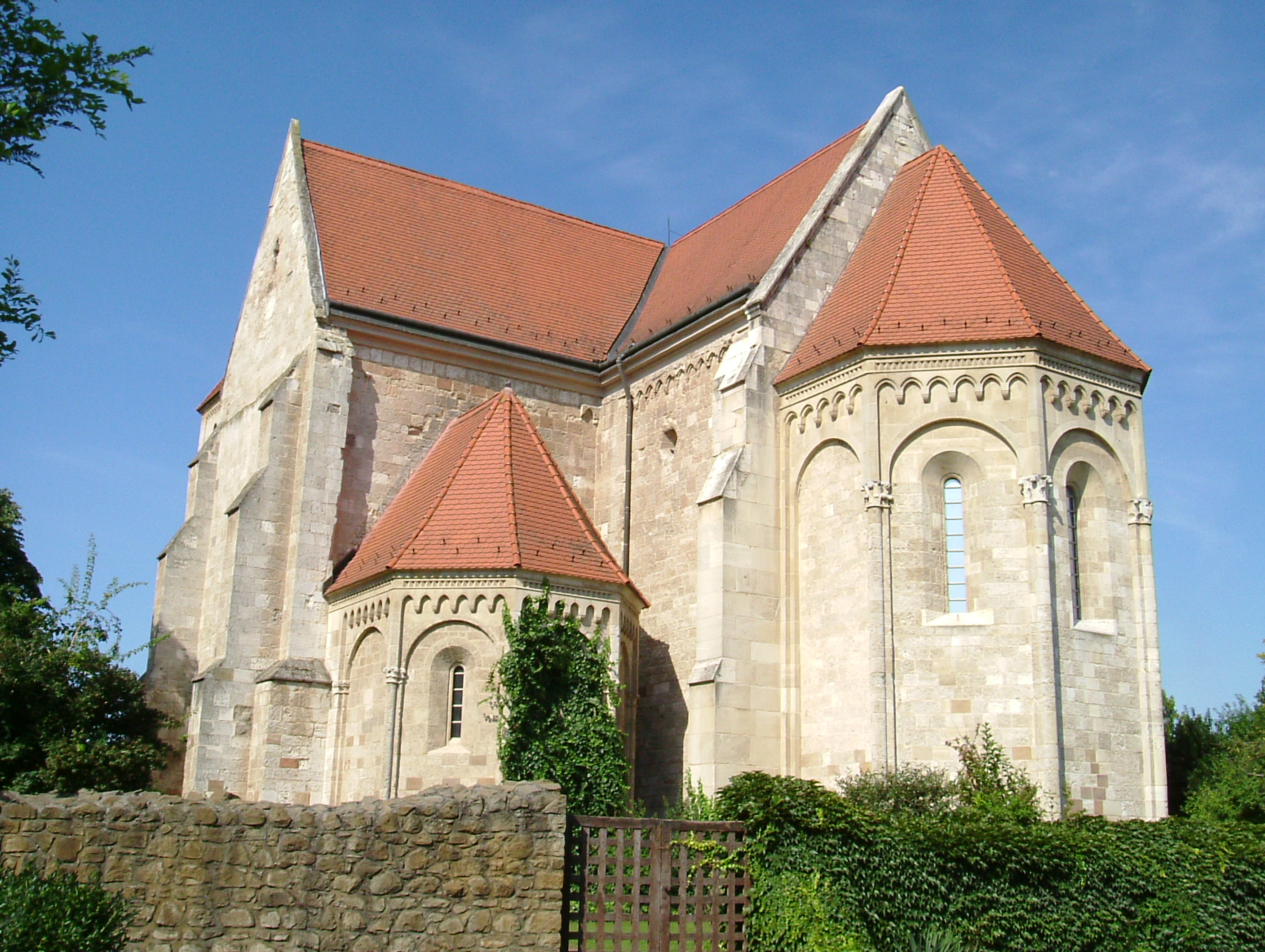
Église romane du XIIIe siècle à Ócsa.

## Jumelages
- Commune de Kose (Estonie)[1]
- Plášťovce (Slovaquie)